# Al-Chamisat
Al-Chamisat (arab. الخميسات) – miasto w Maroku, w regionie Rabat-Sala-Zammur-Za'ir, 81 km na wschód od Rabatu. W 2010 liczyło 115 284 mieszkańców.

## Miasta partnerskie
- Francja: Hawr, Montauban, Dreux, Tulon, Marsylia, Cannes
- Argentyna: Buenos Aires
- Szwecja: Sztokholm